# Phyllophaga santachloe
Phyllophaga santachloe är en skalbaggsart som beskrevs av Robert E. Woodruff 2005. Phyllophaga santachloe ingår i släktet Phyllophaga och familjen Melolonthidae. Inga underarter finns listade i Catalogue of Life.